# Popoli
Popoli község (comune) Olaszország Abruzzo régiójában, Pescara megyében.

## Fekvése
A Majella Nemzeti Park területén fekszik, a megye délkeleti részén. Határai: Bussi sul Tirino, Collepietro, Corfinio, San Benedetto in Perillis, Tocco da Casauria és Vittorito.

## Története
A 9. század során alapították. 1269-től a cantelmói feudumhoz tartozott. A 14. században egy erődöt építettek területén az Aterno, Sagittario és Pescara folyók völgyeinek védelmére. 1806-ban lett önálló község, amikor a Nápolyi Királyságban felszámolták a feudalizmust.

## Népessége
A népesség számának alakulása:

## Főbb látnivalói
- Castello – középkori erődje
- a 15. században épült San Francesco-templom
- a 16. században épült San Biagio-templom
- a 16. században épült Santissima Trinita-templom